# Chronologie de la télévision française des années 1980
 (mai 2025).
Si vous disposez d'ouvrages ou d'articles de référence ou si vous connaissez des sites web de qualité traitant du thème abordé ici, merci de compléter l'article en donnant les références utiles à sa vérifiabilité et en les liant à la section « Notes et références ».
La chronologie de la télévision française des années 1980 rassemble les évènements et les productions françaises ou étrangères (séries, feuilletons, émissions...) qui se sont montrés notables pour une raison ou une autre.
Les programmes cités ci-dessous sont indiqués suivant leur année d'apparition ou de première diffusion. Ils peuvent cependant apparaître une seconde fois, en certaines circonstances, comme le changement d'acteur principal pour une série, de présentateur pour une émission, avec indication de cette modification.

## Évènements notables
- Septembre 1982 : Michel May est nommé président de TF1, Pierre Desgraupes d'Antenne 2 et André Holleaux de FR3.
- Janvier 1983 : Introduction de la publicité sur FR3
- 14 juillet 1983 : Hervé Bourges remplace Michel May à la présidence de TF1, après sa démission.
- 19 juillet 1983 : Arrêt des programmes de TF1 en 819 lignes en noir et blanc sur l'émetteur de Paris-Tour Eiffel, il devient entièrement la télévision couleur.
- 2 janvier 1984 : Création de TV5, chaîne francophone par satellite
- 11 octobre 1984 : Jean-Claude Héberlé devient président d'Antenne 2.
- 4 novembre 1984 : Démarrage de Canal+, chaîne cryptée par abonnement.
- Décembre 1985 : Première cérémonie des Sept d'or
- 18 décembre 1985 : Mise en service en France de la première chaîne de télévision par câble à Cergy-Pontoise avec les 6 premières chaînes TMC, RTL Télévision, TV5, Sky Channel et 2 chaînes locales.
- 23 décembre 1985 : Lancement de Canal J, première chaîne du câble, la jeunesse et thématique française à Cergy-Pontoise.
- 20 février 1986 : Lancement de La Cinq, première chaîne généraliste privée française.
- 1er mars 1986 : Lancement de TV6, la première chaîne musicale privée et gratuite.
- Décembre 1986 : Claude Contamine est nommé président d'Antenne 2 et René Han de FR3.
- 28 février 1987 : Disparition de TV6, due à la réattribution du sixième réseau à M6.
- 1er mars 1987 : Lancement de M6 sur le sixième réseau, en remplacement de TV6.
- 6 décembre 1987 : Premier Téléthon
- Février 1988 : TV Sport la première chaîne sportive français entre dans la télévision par câble en France ;
- 1er août 1988 : Lancement de Planète Câble, la première chaîne documentaire française sur le câble.
- août 1988 : Création de Canal Infos, chaîne d'information vidéographique sur le câble.
- décembre 1988 : Création de Ciné Folies, chaîne française de cinéma sur le câble.
- janvier 1990 : Création de Bravo, chaîne de divertissement haut de gamme sur le câble

## Émissions

### Émissions sur le cinéma
- 12 janvier 1982 : Mardi Cinéma (présenté par Pierre Tchernia)
- 19 janvier 1982 : La Dernière Séance (présenté par Eddy Mitchell) (FR3)
- Mars 1982 : Étoiles et toiles (présenté par Frédéric Mitterrand) (TF1)

### Émissions de cuisine
- 1983 : La cuisine des mousquetaires (présenté par Maïté et Micheline Banzet) (FR3)

### Émissions de divertissement
- Juillet 1980 : Avis de recherche (présenté par Patrick Sabatier) (TF1)
- 14 septembre 1980 : Benny Hill (FR3)
- Décembre 1980 : Dimanche Martin (présenté par Jacques Martin) (Antenne 2)
- 16 janvier 1982 : Champs-Élysées (présenté par Michel Drucker) (Antenne 2)
- 13 septembre 1982 : Le Théâtre de Bouvard (présenté par Philippe Bouvard) (Antenne 2)
- Septembre 1983 : Psy Show
- Octobre 1983 : Le Bébête show
- Mars 1984 : Cocoricocoboy (présenté par Stéphane Collaro) (TF1)
- 11 janvier 1985 : Le Jeu de la vérité (présenté par Patrick Sabatier (TF1)
- 9 septembre 1985 : C'est encore mieux l'après-midi (présenté par Christophe Dechavanne)
- 30 avril 1986 : Sexy Folies (Antenne 2)
- 28 février 1986 : Ambitions (présenté par Bernard Tapie) (TF1)
- 2 septembre 1987 : Sacrée Soirée (présenté par Jean-Pierre Foucault)
- Octobre 1987 : Nulle part ailleurs (présentée par Philippe Gildas) (Canal Plus)
- 1988 : Lunettes noires pour nuits blanches (présenté par Thierry Ardisson)
- Mai 1988 : Ciel mon mardi (présenté par Christophe Dechavanne) (TF1)
- 29 août 1988 : Les Guignols de l'info (Canal Plus)
- Septembre 1988 : Avis de recherche (présenté par Patrick Sabatier) (TF1)
- 21 octobre 1989 : Surprise sur prise

### Émissions documentaires
- 1982 : L'Aventure des plantes (TF1)
- Septembre 1987 : Océaniques (FR3)
- Septembre 1987 : Ushuaïa (présenté par Nicolas Hulot) (TF1)
- 1988 : La Planète Miracle

### Émissions d'information
- 18 janvier 1982 : Aujourd'hui la vie remplace Aujourd'hui Madame (Antenne 2)
- 1984 : Mini journal de Patrice Drevet
- 7 janvier 1985 : Télématin (Antenne 2)
- 6 mai 1986 : Le 19/20 (FR3)
- septembre 1988 : Capital (présenté par Emmanuel Chain) (M6)
- 1989 : Microco-infos
- 24 septembre 1989 : Culture pub (M6) (INF)

### Émissions destinées à la jeunesse
- 1981 : Disney Dimanche
- 13 septembre 1982 : Le Village dans les nuages
- 21 septembre 1983 : Vitamine (TF1)
- 11 octobre 1983 : Salut les Mickey
- 26 janvier 1985 : Le Disney Channel (FR3)
- 1985 : Debout les Enfants (FR3)
- 21 septembre 1986 : Amuse 3 (FR3)
- 1986 : Graffi'6
- 2 mars 1987 : Youpi ! L'école est finie (La Cinq)
- 2 septembre 1987 : Dorothée Matin et Club Dorothée (présentés par Dorothée) (TF1)
- 1987 : La Lucarne d'Amilcar (M6)
- 5 septembre 1988 : Louf (Antenne 2)
- 1988 : Bonjour les baskets (Antenne 2)
- 1988 : Chaud les Glaçons ! (Antenne 2)
- 1er janvier 1989 : Spécial Disney (TF1)
- 7 janvier 1989 : Sam Dynamite (FR3)
- 19 février 1989 : Disney Parade (TF1)
- 4 septembre 1989 : Avant l'école (TF1)
- 1989 : Croque-matin (Antenne 2)
- 1989 : Éric et Compagnie (Antenne 2)
- 1989 : Calin Matin

### Émissions littéraires
- 28 octobre 1988 : Ex-libris (présenté par Patrick Poivre d'Arvor) (TF1)

### Émissions musicales
- 7 janvier 1982 : Les Enfants du rock (Antenne 2)
- 18 janvier 1982 : Musiques au cœur (présenté par Ève Ruggieri) (Antenne 2)
- 1984 : Top 50 (Présentée par Marc Toesca)

### Émissions politiques
- Septembre 1980 : Le Grand Débat (présenté par Patrice Duhamel) (TF1)
- 12 décembre 1981 : Droit de réponse (présenté par Michel Polac) (TF1)
- 1981 : Sept sur sept (présenté par Jean-Louis Burgat et Jean-Loup Demigneux puis par Anne Sinclair) (TF1)
- 20 mai 1982 : L'Heure de vérité (présenté par François-Henri de Virieu, Alain Duhamel, Albert du Roy et Jean-Marie Colombani (Antenne 2 puis France 2)
- 26 mars 1985 : Questions à domicile (TF1)
- 30 septembre 1987 : La Marche du siècle (présenté par Jean-Marie Cavada) (Antenne 2 puis FR3)
- Septembre 1987 : L'émission Droit de réponse est supprimée.

### Émissions scientifiques
- 1982 : Planète bleue (présenté par Laurent Broomhead)
- 1982 : 2002 – L'Odyssée du Futur (présenté par Igor et Grichka Bogdanoff sur TF1)
- 1983 : Saga (Michel Treguer) (TF1)
- 1988 : OMNIScience (FR3)
- Juillet 1989 : Futur's (présenté par Igor et Grichka Bogdanoff sur TF1)

### Émissions sportives
- 19 septembre 1982 : Gym Tonic (présenté par Véronique et Davina)
- septembre 1989 : Sport 6 (M6)

### Émissions de télé-achat
- Décembre 1987 : Le Magazine de l'objet (TF1)
- Décembre 1987 : La Boutique de Canal Plus (Canal Plus)
- Mars 1988 : Télé Chouchou (La Cinq)
- Mars 1988 : M6 Boutique

### Jeux
- 15 mars 1981 : La Chasse au trésor (présenté par Philippe de Dieuleveult) (Antenne 2)
- 13 septembre 1982 : L'Académie des neuf (présenté par Jean-Pierre Foucault)
- été 1983 : Super défi (présenté par Christophe Dechavanne)
- 1983 : Pixifoly (émission dans Vitamine) (TF1)
- 1983 : Le Grand Labyrinthe
- mars 1984 : Micro Kid
- 1984 : Presse Citron
- 1984 : Microludic
- 6 février 1985 : Anagram (présenté par Michel Constantin et Daniel Prévost) (TF1)
- 9 septembre 1985 : Tournez manège (présenté par Simone Garnier, Fabienne Égal et Évelyne Leclercq)
- 15 octobre 1987 : Tapis_vert_(jeu) produit par Gilbert Richard sur (TF1)à 20h30, et premier présentateur issu de la radio NRJ Jean-Marc Laurent
- 13 décembre 1987 : Le Juste Prix (TF1)
- 7 novembre 1988 : Questions pour un champion (FR3)

## Fiction

### Feuilletons
- 9 mars 1980 : Colorado
- 11 septembre 1980 : La Conquête du ciel
- 4 octobre 1980 : Fantômas
- 24 janvier 1981 : Dallas (TF1)
- 5 février 1981 : Blanc, bleu, rouge
- 3 juillet 1981 : L'Âge d'or
- 22 octobre 1981 : Les Chevaux du soleil
- 5 janvier 1982 : La Nouvelle Malle des Indes (TF1)
- 2 mars 1982 : L'Adieu aux as
- 13 août 1982 : Les Aventures de Caleb Williams (TF1)
- 17 décembre 1982 : L'Épingle noire (Antenne 2)
- 23 mai 1983 : L'Année des Français (FR3)
- 21 novembre 1983 : Marianne, une étoile pour Napoléon (Antenne 2)
- 16 décembre 1983 : Fabien de la Drôme (Antenne 2)
- 21 décembre 1983 : Jack Holborn
- 23 décembre 1983 : La Chambre des dames (TF1)
- 13 septembre 1984 : La Terre et le moulin (TF1)
- 15 octobre 1984 : Danse avec moi (TF1), première telenovela diffusée en France
- 28 octobre 1984 : Dans la tourmente
- 5 novembre 1984 : Isaura
- 4 janvier 1985 : Châteauvallon (Antenne 2)
- 2 juillet 1985 : Dancin' Days
- 14 octobre 1985 : Santa Barbara (TF1), premier soap opera diffusé en France
- 7 décembre 1985 : Les Colonnes du ciel (TF1)
- 2 mars 1986 : Catherine (Antenne 2)
- 21 mars 1986 : Pour la vie
- 29 mars 1986 : Capitol
- 14 septembre 1986 : Félicien Grevèche (Antenne 2)
- 3 novembre 1986 : La Guerre des femmes (Antenne 2)
- 5 décembre 1986 : Le Tiroir secret
- 9 janvier 1987 : Heimat
- 16 janvier 1987 : Les Aventuriers du Nouveau-Monde (FR3)
- 2 mars 1987 : La Préférée
- 7 septembre 1987 : C'est déjà demain
- 7 septembre 1987 : Haine et Passion
- 30 novembre 1987 : On ne vit qu'une fois
- 3 janvier 1988 : Le Chevalier de Pardaillan (Antenne 2) (F)
- 8 février 1988 : Amoureusement vôtre
- 29 février 1988 : Hôpital central
- 12 avril 1988 : Côte Ouest
- 8 juillet 1988 : Le Gerfaut (TF1)
- 21 juillet 1988 : Le Vent des moissons (TF1)
- 4 janvier 1989 : La Grande Cabriole
- 16 janvier 1989 : Maria Vandamme (TF1)
- 5 juin 1989 : La Comtesse de Charny (TF1)
- 12 juin 1989 : Amour, Gloire et Beauté
- 16 août 1989 : Les Feux de l'amour
- 6 novembre 1989 : Bonne Espérance (TF1)
- 1989 : Orages d'été (TF1)

### Séries
- 5 janvier 1980 : La croisière s'amuse
- 24 février 1980 : Le Signe de justice
- 12 avril 1980 : Super Bug
- 15 juin 1980 : Embarquement immédiat
- 30 juin 1980 : Ah ! Quelle famille
- 18 septembre 1980 : Shérif, fais-moi peur
- 1980 : À skis redoublés
- 9 janvier 1981 : Zora la rousse
- 8 mars 1981 : Sloane, agent spécial
- 10 avril 1981 : Salut champion
- 4 juillet 1981 : Galactica
- 25 juillet 1981 : Madame Columbo
- 13 septembre 1981 : Vegas
- 13 décembre 1981 : Magnum
- 26 décembre 1981 : Star Trek
- 11 juillet 1982 : Pour l'amour du risque
- 12 septembre 1982 : Bizarre, bizarre
- 19 septembre 1982 : L'Homme qui tombe à pic
- 18 septembre 1983 : CHiPs
- 1983 : CQFD, Alambic et Torpédo
- 4 janvier 1984 : Marie-Pervenche (TF1)
- 7 janvier 1984 : Buck Rogers au XXVe siècle
- 28 janvier 1984 : Série noire
- 29 mai 1984 : L'Appartement
- 1er juillet 1984 : L'Agence tous risques
- 24 septembre 1984 : Les Amours des années cinquante
- 28 novembre 1984 : Soap
- 8 décembre 1984 : Capitaine Furillo
- 1985 : L'Hôtel en folie
- 6 février 1985 : Huit, ça suffit !
- 8 février 1985 : Buffalo Bill
- 3 avril 1985 : T'as l'bonjour d'Albert
- 5 mars 1985 : Expédition Adam 84
- 6 juillet 1985 : Comment se débarrasser de son patron
- 22 juin 1985 : Lou Grant
- 8 septembre 1985 : Maguy (Antenne 2)
- 23 novembre 1985 : Mike Hammer
- 24 février 1986 : La Cinquième Dimension
- 26 février 1986 : Inspecteur Derrick
- 28 février 1986 : Arabesque
- 21 avril 1986 : Supercopter
- 22 avril 1986 : K 2000
- 23 avril 1986 : Riptide
- 30 juin 1986 : Rawhide
- 5 septembre 1986 : Cisco Kid
- 7 septembre 1986 : Les Monstres
- 18 septembre 1986 : Johnny Staccato
- 19 septembre 1986 : Deux flics à Miami
- 4 janvier 1987 : MacGyver (Antenne 2)
- 2 février 1987 : Objectif : nul (Canal Plus)
- 18 février 1987 : L'Heure Simenon
- 1er mars 1987 : Cagney et Lacey
- 1er mars 1987 : Clair de lune
- 4 mars 1987 : Laredo
- 15 mars 1987 : Madame et son fantôme
- 4 avril 1987 : L'Épouvantail
- 20 avril 1987 : Laramie
- 25 avril 1987 : Le Renard des marais
- 4 mai 1987 : Aline et Cathy
- 9 mai 1987 : UFO, alerte dans l'espace
- 29 juin 1987 : Papa Schultz
- 29 juin 1987 : Malou
- 25 juillet 1987 : Drôle de vie
- 31 juillet 1987 : Cher oncle Bill
- 6 août 1987 : Docteur Marcus Welby
- 20 août 1987 : Le Renard
- 31 août 1987 : Matlock
- 31 août 1987 : Les Espions
- 4 septembre 1987 : La Clinique de la Forêt-Noire
- 12 septembre 1987 : Les Aventures de Superman
- 19 septembre 1987 : La Famille Addams
- 26 septembre 1987 : Quincy
- 18 octobre 1987 : Peter Gunn
- 30 novembre 1987 : On ne vit qu'une fois
- 25 décembre 1987 : Automan
- 4 janvier 1988 : Au fil des jours
- 7 janvier 1988 : Rick Hunter
- 30 mars 1988 : Captain Power et les soldats du futur
- 15 avril 1988 : Cosby Show
- 25 mai 1988 : Chasseurs d'ombres
- 13 novembre 1988 : Euroflics
- 28 novembre 1988 : Campus Show
- 15 janvier 1989 : 200 dollars plus les frais
- 18 février 1989 : Les Professionnels
- 27 février 1989 : Le Jeune Docteur Kildare
- 12 mars 1989 : Doctor Who
- 13 juin 1989 : V comme vengeance
- 3 juillet 1989 : Badge 714
- 3 juillet 1989 : Ellery Queen, à plume et à sang
- 16 juillet 1989 : Der Fahnder
- 17 juillet 1989 : Perry Mason (Antenne 2)
- 31 juillet 1989 : Dossiers brûlants
- 20 septembre 1989 : Les Années coup de cœur
- 18 novembre 1989 : L'Ami des bêtes

### Séries jeunesse
- 7 janvier 1980 : Albator, le corsaire de l'espace
- 16 avril 1980 : La Main rouge
- 26 avril 1980 : Holmes et Yoyo
- 10 septembre 1980 : Tout doux Dinky
- 27 octobre 1980 : Le Petit Chien / Petit Chien et Minet
- 30 octobre 1980 : Les Quatre Fantastiques
- octobre 1980 : Fred Basset
- 20 décembre 1980 : L'Incroyable Hulk
- 1980 : Professeur Balthazar
- 7 janvier 1981 : Docteur Snuggles
- 7 janvier 1981 : Matt et Jenny
- 7 janvier 1981 : Capitaine Flam
- 9 janvier 1981 : Zora la rousse
- juin 1981 : Reksio
- 3 octobre 1981 : Ulysse 31
- 11 décembre 1981 : Dick le rebelle
- 21 décembre 1981 : Le Vagabond
- 21 décembre 1981 : Bouba
- 1982 : Arthur (1966)
- 17 février 1982 : Rémi sans famille
- 4 mars 1982 : Boule et Bill
- 23 juin 1982 : Tofffsy et l'herbe musicale
- 6 juillet 1982 : Spectreman
- 6 septembre 1982 : Jane de la jungle
- 2 octobre 1982 : Il était Une Fois... L'Espace
- 3 octobre 1982 : Arnold et Willy
- 6 octobre 1982 : Georges de la jungle
- 27 décembre 1982 : Les Schtroumpfs
- 21 septembre 1983 : Sport Billy
- 21 septembre 1983 : Arok le barbare
- 28 septembre 1983 : Les Mystérieuses Cités d'or
- 3 octobre 1983 : Téléchat
- 14 octobre 1983 : Silas
- 22 octobre 1983 : Inspecteur Gadget
- 10 septembre 1984 : Pac-Man
- 4 novembre 1984 : Mister T.
- 7 novembre 1984 : Les Minipouss
- 1985 : Bioman (Canal+) premier sentai japonais diffusé en France
- 26 janvier 1985 : Les Aventures de Winnie l'ourson
- 27 mars 1985 : Pole Position
- 9 septembre 1985 : Blondine au pays de l'arc-en-ciel
- 17 septembre 1985 : Les Mondes Engloutis
- 22 septembre 1985 : Alice au pays des merveilles
- 2 octobre 1985 : Clémentine
- 14 octobre 1985 : Les Bisounours
- 23 novembre 1985 : Robo Story
- 1986 : Mimi Cracra
- 4 janvier 1986 : Davy Crockett
- 25 février 1986 : Charlotte aux fraises
- mars 1986 : Alvin et les Chipmunks
- 9 septembre 1986 : Les Gummi
- 10 septembre 1986 : Cosmocats
- 20 septembre 1986 : Moi Renart
- 26 octobre 1986 : Les Muppets Babies
- 5 novembre 1986 : Denis la malice
- 10 décembre 1986 : Il était une fois... la vie
- 7 janvier 1987 : Les Amichaines
- 6 juin 1987 : Cathy la petite fermière
- 5 septembre 1987 : Bravestarr
- 9 septembre 1987 : Les Aventures des Galaxy Rangers
- 13 septembre 1987 : Dame Boucleline et les Minicouettes
- 29 septembre 1987 : Grisù le petit dragon
- 29 novembre 1987 : Rahan, fils des âges farouches
- 1987 : Le Cheval de feu
- 1988 : Tortues Ninja : Les Chevaliers d'écaille
- 2 janvier 1988 : Le Chevalier lumière
- 2 janvier 1988 : La Bande à Picsou
- 18 mars 1988 : Alf
- 11 septembre 1988 : Galaxy Express 999
- 12 septembre 1988 : Petit Ours Brun
- 12 novembre 1988 : La Belle et la Bête
- 27 décembre 1988 : Archie Classe
- 1988 : Bécébégé
- 1988 : C.O.P.S.
- 8 janvier 1989 : Les Nouvelles Aventures de Winnie l'ourson
- 23 janvier 1989 : Conan, le fils du futur
- 4 mars 1989 : Les Aventures de Beans Baxter
- 14 mai 1989 : Mofli
- 9 octobre 1989 : Pif et Hercule
- 11 décembre 1989 : Babar
- 22 décembre 1989 : Bobobobs